# Festuca scabriuscula
Festuca scabriuscula là một loài thực vật có hoa trong họ Hòa thảo. Loài này được Phil. mô tả khoa học đầu tiên năm 1858.